# Playa de Tipishca
La playa de Tipishca es una playa en el margen izquierdo del río Nanay, perteneciente a Iquitos en Perú.

## Descripción
Ubicada en la zona baja del río Nanay cerca de su desembocadura en el río Amazonas, a una distancia prudente de Iquitos por lo que el acceso al sitio de la playa suele ser de 15 minutos en botes. Es la segunda playa más concurrida de Iquitos, después de Pampachica, cuenta con un puesto de vigilancia de la policía nacional y solo se permite la presencia de bañistas hasta las cinco de la tarde, aunque en la práctica no se cumple.
Es una playa de arena blanca y poca profundidad que suele tener su período de mayor extensión entre junio a noviembre por la poca presencia de lluvias, al encontrarse en un brazo del Nanay tiene aguas tranquilas en donde se práctica motonáutica.